# Пулитцеровская премия за новостную фотографию
Пулитцеровская премия за новостную фотографию (англ. Pulitzer Prize for Breaking News Photography) — номинация Пулитцеровской премии, созданная в 1968 году. До 2000 года носила оригинальное название Pulitzer Prize for Spot News Photography.

За выдающийся пример новостной фотографии в чёрно-белом или цветном исполнении, который может включать фотографию или фотографии, серию снимков или альбом.Оригинальный текст (англ.)For an outstanding example of spot news photography in black and white or color, which may consist of a photograph or photographs, a sequence or an album.

## История
На момент основания Пулитцеровской премии в 1917 году номинации за фотографию не существовало, но по мере развития технологий фоторепортажи стали значимой частью работы журналиста. Чтобы отразить изменения в профессиональной среде, в 1942 году в категории «Журналистика» выделили номинацию «За фотографию», куда принимали как новостные, так и художественные работы. В последующие десятилетия жюри столкнулось с трудностями классификации представленного контента, и в 1968 году номинацию разделили на две категории: «За новостную» и «За художественную фотографию» с единым жюри. Столкнувшись с большим количеством заявок в первый год, члены комиссии решили относить к первой номинации те снимки, для которых новостная повестка определяла значимость изображения. В 2000 году оригинальное название номинации изменили на Pulitzer Prize for Spot News Photography, сохранив критерии оценивания.

## Лауреаты

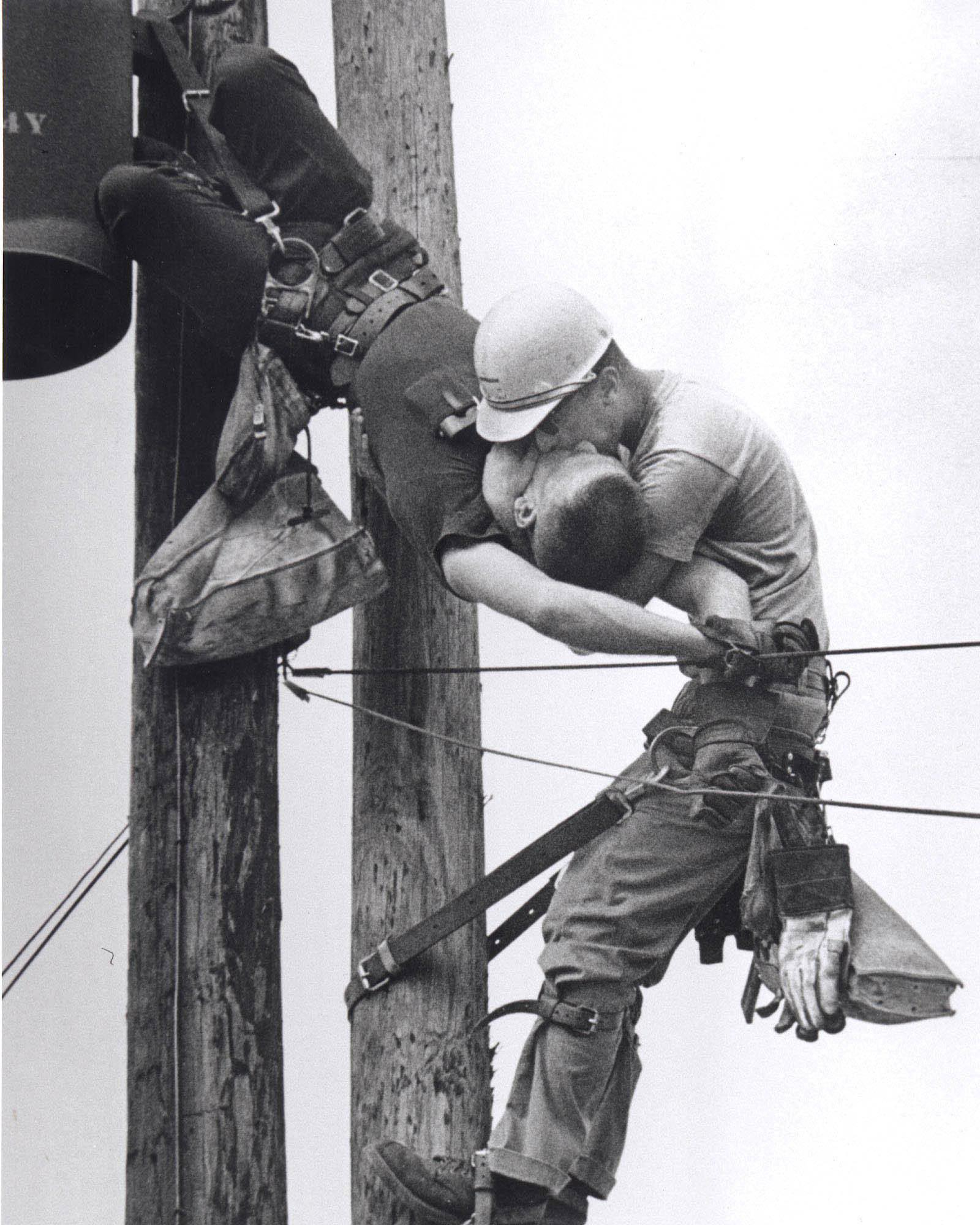
«Поцелуй жизни», 1967 год

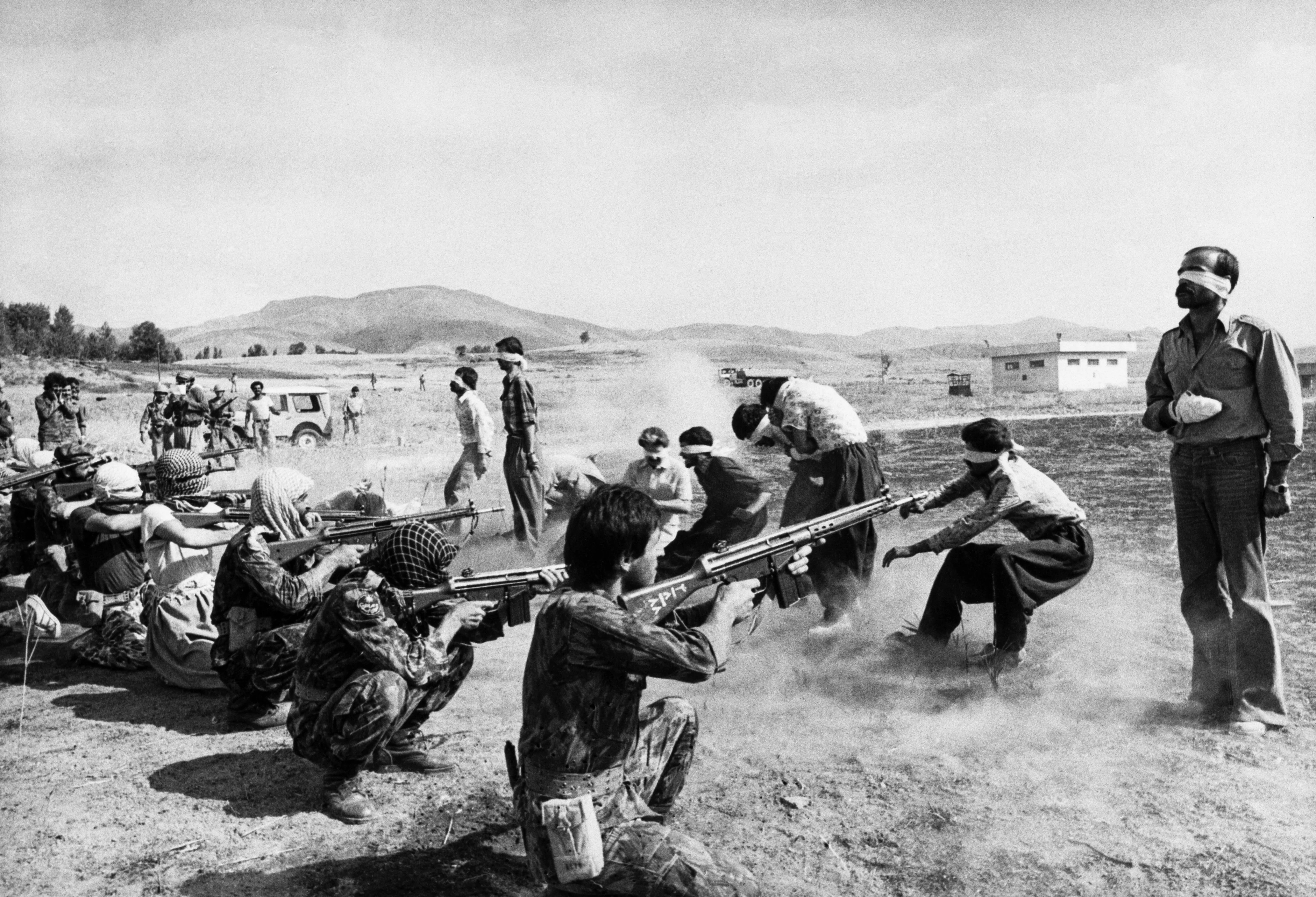
«Расстрельная команда в Иране», 1972 год

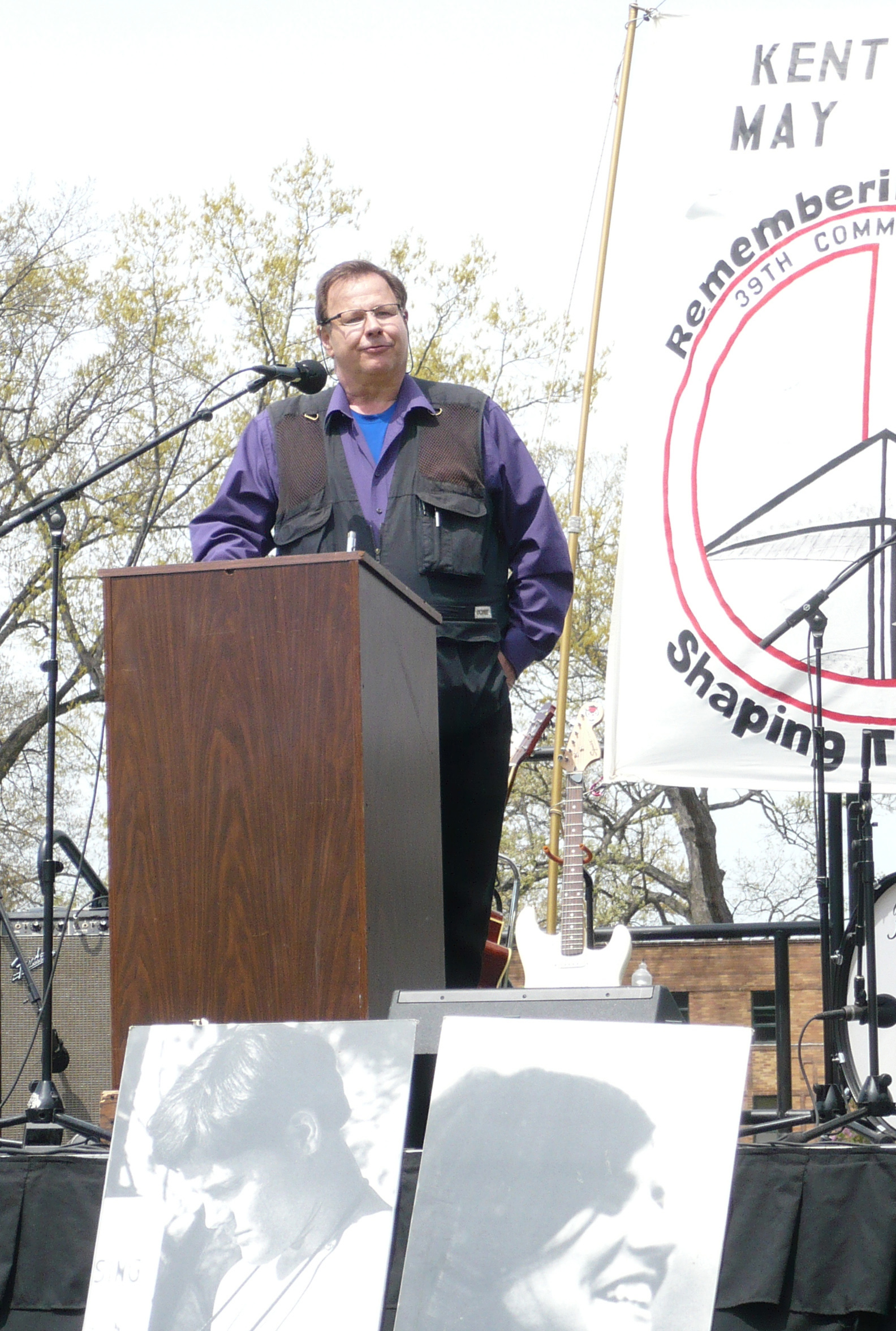
Джон Пол Фило, 2008 год

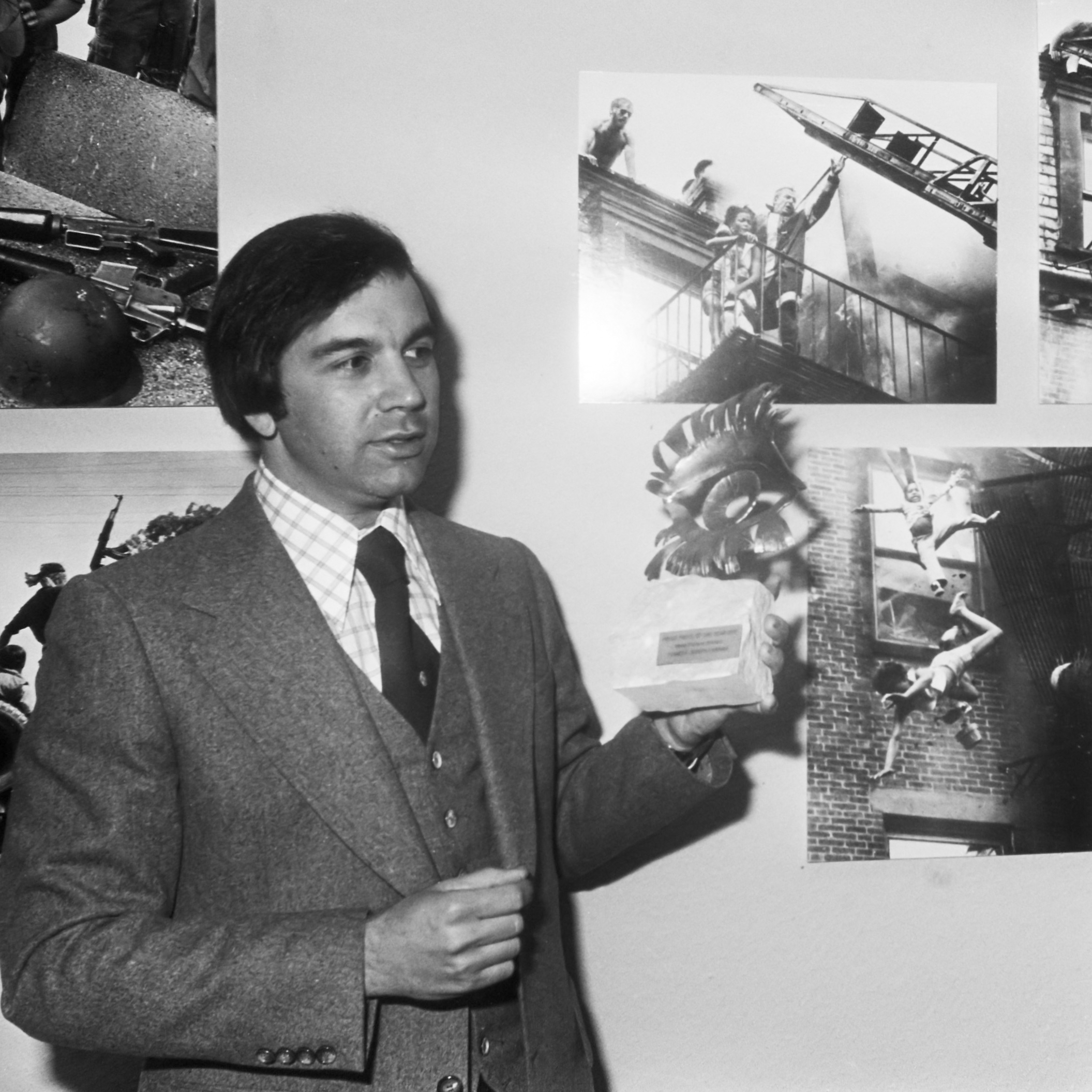
Стэнли Форман на фоне своих работ, 1976 год

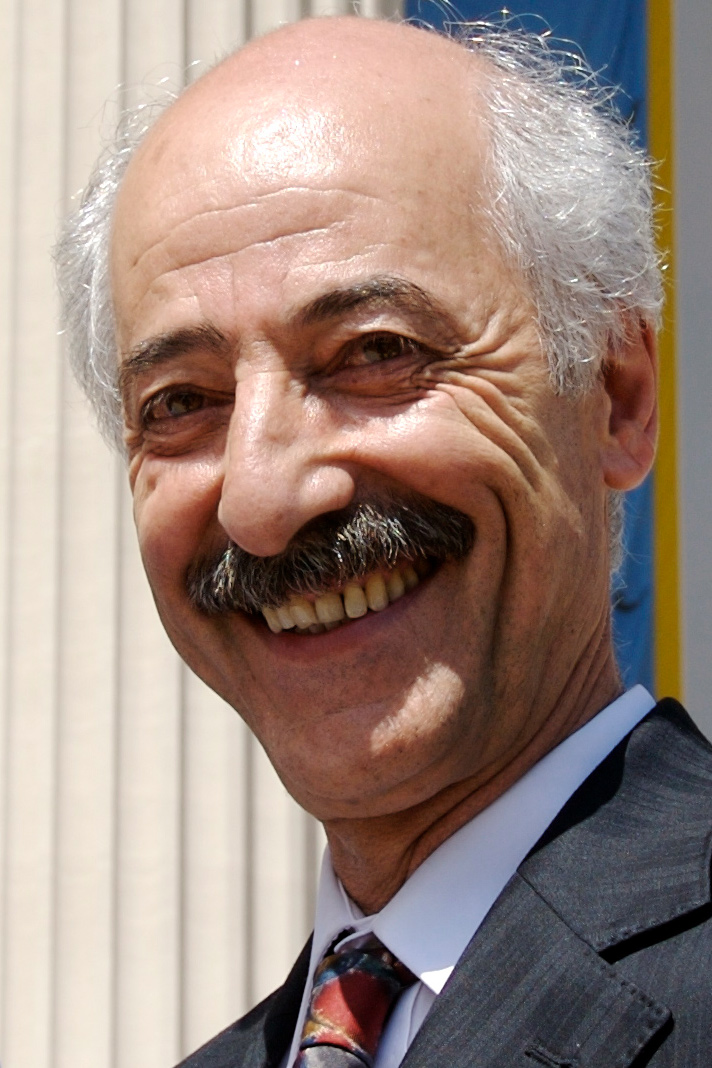
Джахангир Разми, 2007 год

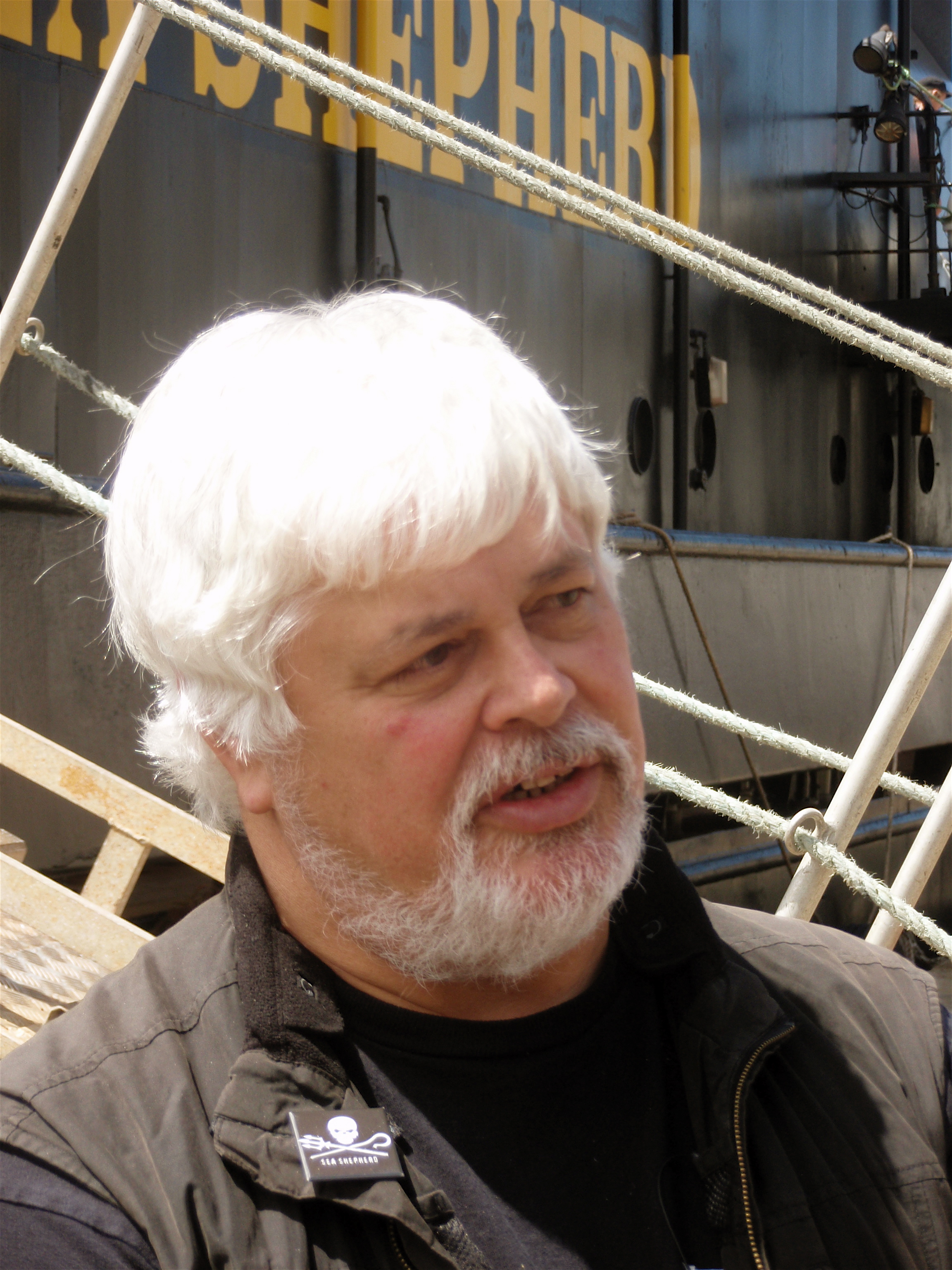
Пол Уотсон, 2009 год

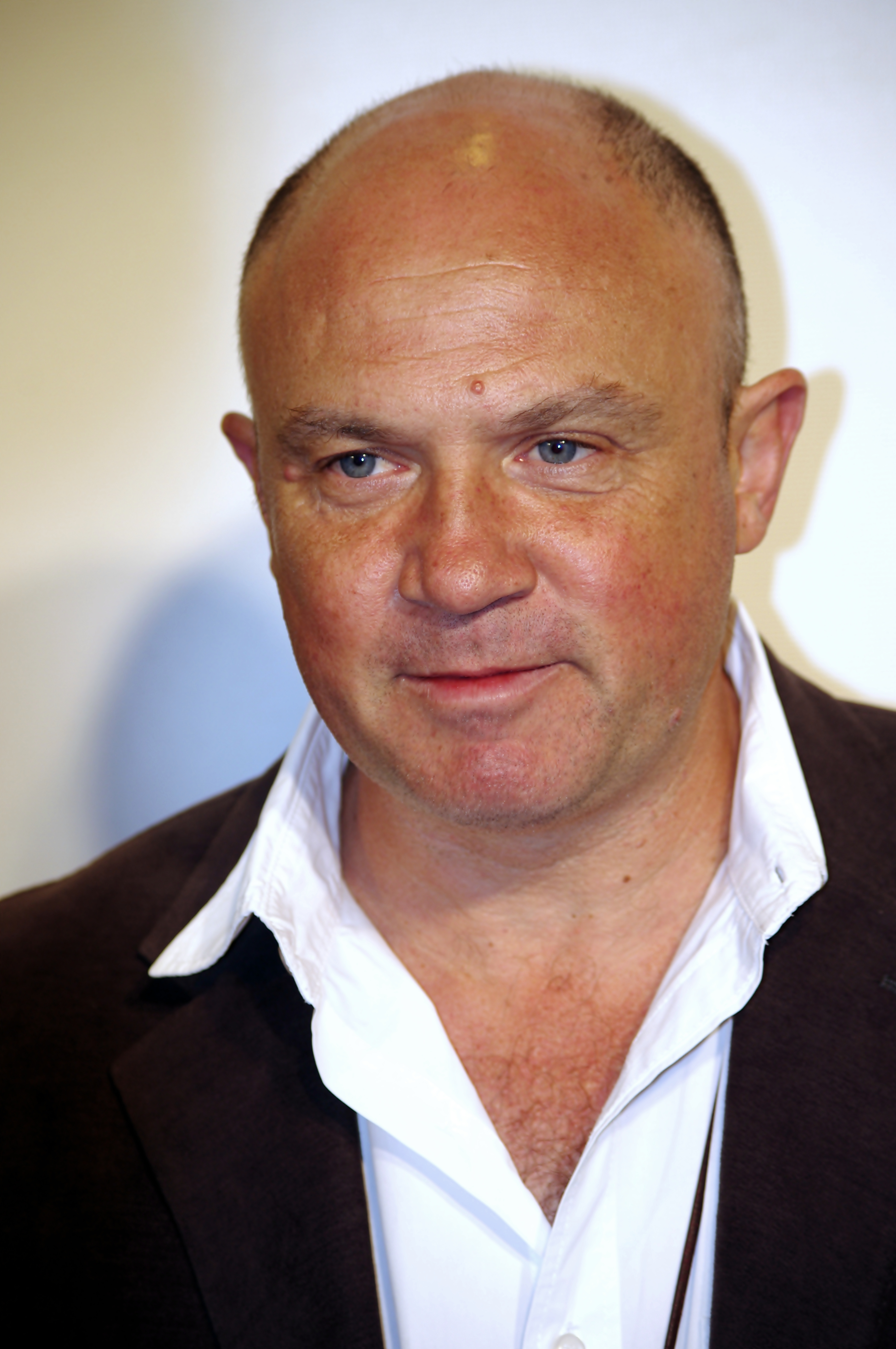
Грег Маринович, 2011 год

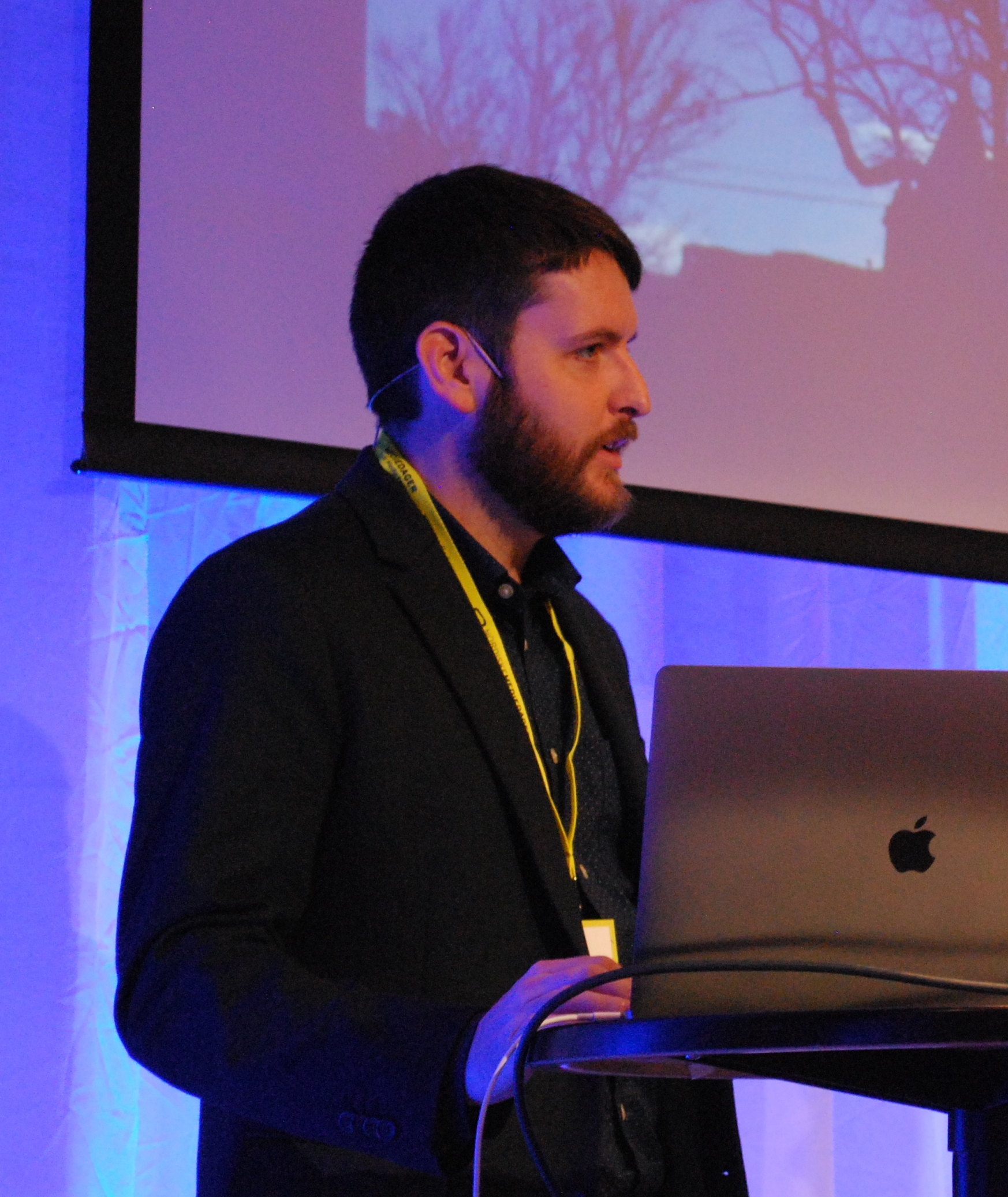
Райан Келли, 2019 год

| Год  | Издание | Лауреат                          | Комментарий |
| ---- | --- | -------------------------------- | --- |
| 1968 | Рокко Морабито | Jacksonville Journal             | За фотографию монтёров телефонных линий «Поцелуй жизни» («The Kiss of Life»). |
| 1969 | Эдвард Т. Адамс | Associated Press                 | За фотографию «Казнь в Сайгоне» («Saigon Execution»). |
| 1970 | Стив Старр | Associated Press                 | За новостную фотографию «Кампусовские стволы» («Campus Guns»), сделанную в Корнеллском университете. |
| 1971 | Джон Пол Фило | Valley Daily News Daily Dispatch | За живописное освещение трагедии Кентского государственного университета 4 мая 1970 года. |
| 1972 | Хорст Фаас | Associated Press                 | За серию снимков «Смерть в Дакке» («Death in Dacca»). |
| 1973 | Ник Ут | Associated Press                 | За фотографию «Террор войны» («The Terror of War»), которая изображает детей, спасающихся от бомбардировки напалмом. |
| 1974 | Энтони К. Робертс |                                  | За серию работ «Фатальная голливудская драма» («Fatal Hollywood Drama»), освещавшую полицейскую погоню, в которой был убит предполагаемый похититель. |
| 1975 | Джеральд Х. Гэй | Seattle Times                    | За фотографию четырёх обессиленных пожарных «Затишье в битве» («Lull in the Battle»). |
| 1976 | Стэнли Форман | Boston Herald                    | За серию фотографий, иллюстрирующих пожар в Бостоне, включая кадр «Падение с пожарной лестницы» («Fire Escape Collapse») 22 июля 1975 года. |
| 1977 | Стэнли Форман | Boston Herald                    | За фотографию «Попрание старой славы» («Попрание старой славы»), на которой изображён Джозеф Рейкс, нападающий американским флагом в качестве копья на Теодора Лендсмарка во время демонстрации против десегрегации бостонских школ возле центра местного самоуправления. |
| 1977 | Нил Ульевич | Associated Press                 | За серию фотографий, запечатлевших беспорядки и жестокости на улицах Бангкока. |
| 1978 | Джон Блэр | Associated Press                 | За фотографии Тони Кирициса, держащего под дулом пистолета заложника — брокера из Индианаполиса. |
| 1979 | Томас Дж. Келли III | Pottstown Mercury                | За серию снимков «Трагедия на Санатога-роуд» («Tragedy on Sanatoga Road»). Они изображают Ричарда Г., убегающего от полиции после того, как он держал в заложниках свою беременную жену и дочь.                                                                           |
| 1980 | Аноним | United Press International       | За снимок «Расстрельная команда в Иране» («Firing Squad in Iran»). Личность фотографа установлена в 2006 году — Джахангир Разми. |
| 1981 | Ларри С. Прайс | Fort Worth Star-Telegram         | За фотографии из Либерии. |
| 1982 | Рон Эдмондс | Associated Press                 | За освещение попытки покушения на президента Рональда Рейгана. |
| 1983 | Билл Фоли | Associated Press                 | За серию фотографий пострадавших и выживших во время резни в лагере палестинских беженцев Сабра в Бейруте. |
| 1984 | Стэн Гроссфельд | Boston Globe                     | За серию фотографий, демонстрирующих влияние войны на жителей Ливана. |
| 1985 | Сотрудники Register | Register                         | За освещение Олимпийских игр. |
| 1986 | Кэрол Гузи, Мишель дю Силь | Miami Herald                     | За снимки разрушений, вызванных извержением вулкана Невадо-дель-Руис в Колумбии. |
| 1987 | Ким Коменич | San Francisco Examiner           | За фотоосвещение падения Фердинанда Маркоса. |
| 1988 | Скотт Шоу | Odessa American                  | За фотографию Джессики МакКлюр, ребёнком упавшей в колодец и спасённой из него. |
| 1989 | Рон Олшвангер | St. Louis Post-Dispatch          | За фотографию пожарного, который делает сердечно-лёгочную реанимацию ребёнку, спасённому из горящего здания. |
| 1990 | Сотрудники Oakland Tribune (Том Дункан, Анжела Панкрацио, Пат Гринхаус, Реджинальд Пирман, Мэтью Ли, Гэри Рейес, Майкл Макор, Рон Риестерер, Пол Миллер, Рой Х. Уильямс) | Oakland Tribune                  | За фотографии разрушений, вызванных землетрясением в Лома-Приета 17 октября 1989 года. |
| 1991 | Грег Маринович | Associated Press                 | За серию снимков, которая запечатлела сторонников Африканского национального конгресса, убивающих человека, подозреваемого в шпионаже для племени Зулусов. |
| 1992 | Сотрудники Associated Press | Associated Press                 | За освещение попытки государственного переворота в России и последующего краха коммунистического режима. |
| 1993 | Кен Гейгер, Уильям Снайдер | Dallas Morning News              | За освещение летних Олимпийских игр 1992 года в Барселоне. |
| 1994 | Пол Уотсон | Toronto Star                     | За фотографию, распространённую по всему миру, с изображением тела солдата США проволочённого сомалийцами по улицам Могадишо. |
| 1995 | Кэрол Опухоли | Washington Post                  | За серию фотографий, иллюстрирующих кризис на Гаити и его последствия. |
| 1996 | Чарльз Портер IV | Распространено Associated Press  | За фотографии, сделанные после взрыва в Оклахома-Сити, с изображением Бейли Алмон — годовалой жертвы, переданной пожарному и убаюканной им. |
| 1997 | Энни Уэллс | Press Democrat                   | За фотографию пожарного, спасающего подростка от яростного наводнения. |
| 1998 | Марта Риал | Pittsburgh Post-Gazette          | За портреты оставшихся в живых после конфликтов в Руанде и Бурунди. |
| 1999 | Сотрудники Associated Press | Associated Press                 | За подборку изображений после взрыва посольства США в Кении и Танзании. |

| Год  | Издание                                                            | Лауреат                                   | Комментарий |
| ---- | ------------------------------------------------------------------ | ----------------------------------------- | --- |
| 2000 | Сотрудники Denver Rocky Mountain News                              | Rocky Mountain News                       | За фотографии учеников после стрельбы в средней школе Коломбина под Денвером. |
| 2001 | Алан Диаз                                                          | Сотрудники Associated Press               | За фотографию судебных приставов, забирающих ребёнка-эмигранта Элиана Гонсалеса из дома его дяди.                                                                                         |
| 2002 | сотрудники New York Times                                          | New York Times                            | За освещение атаки на Всемирный торговый центр 11 сентября. |
| 2003 | Сотрудники Denver Rocky Mountain News                              | Rocky Mountain News                       | За мощное и оригинальное освещение лесных пожаров, бушующих в Колорадо. |
| 2004 | Дэвид Лисон, Шерил Диаз Мейер                                      | Dallas Morning News                       | За фотографии, демонстрирующие насилие и жестокость войны в Ираке. |
| 2005 | Сотрудники Associated Press                                        | Associated Press                          | За ошеломляющую серию фотографий, запечатлевшую кровавые бои в иракских городах в течение года.                                                                                           |
| 2006 | Сотрудники Dallas Morning News                                     | Dallas Morning News                       | За красноречивые фотографии, которые отразили хаос и горе, охватившие Новый Орлеан после урагана Катрина.                                                                                 |
| 2007 | Одед Балтили                                                       | Associated Press                          | За впечатляющую фотографию одинокой еврейки, бросающей вызов сотрудникам израильских сил безопасности, когда те вытравливали нелегальных поселенцев на Западном берегу.                   |
| 2008 | Адриес Латиф                                                       | Reuters                                   | За полный драматизма снимок японского видеооператора, лежащего на асфальте смертельно раненным во время уличной демонстрации в Мьянме.                                                    |
| 2009 | Патрик Фаррелл                                                     | Miami Herald                              | За вызывающие, безукоризненно скомпонованные изображения отчаяния после урагана Айк и других смертоносных штормов, вызвавших гуманитарный кризис на Гаити.                                |
| 2010 | Мэри Чинд                                                          | Des Moines Register                       | За снимок душераздирающего момента, когда спасатель, свисающий на импровизированном ремне безопасности, пытается спасти женщину, пойманную в ловушку бурлящих потоков воды возле плотины. |
| 2011 | Кэрол Гузи, Никки Кан и Рики Кариоти                               | Washington Post                           | За детальное представление скорби и отчаяния после катастрофического землетрясения на Гаити.                                                                                              |
| 2012 | Масуд Хоссаини                                                     | Agence France-Presse                      | За душераздирающее изображение девушки, плачущей от страха после атаки террориста-смертника в переполненном храме в Кабуле.                                                               |
| 2013 | Нарцисо Контрерас, Халил Хамра, Ману Брабо, Мухаммед Мухейзен      | Rodrigo Abd (Аргентина), Associated Press | За захватывающее освещение Гражданской войны в Сирии. |
| 2014 | Тайлер Хикс                                                        | New York Times                            | За мужественное освещение смертельного теракта в торговом центре Найроби. |
| 2015 | Сотрудники St. Louis Post-Dispatch                                 | St. Louis Post-Dispatch                   | За впечатляющие изображения отчаяния и гнева в Фергюсоне, штат Миссури, пример потрясающей фотожурналистики, которая служила обществу во время освещения событий.                         |
| 2016 | Маурисио Лима, Тайлер Хикс, Даниэль Эттер                          | New York Times                            | За фотографии, запечатлевшие решимость беженцев, опасности на их пути и совершённые усилия принимающих стран.                                                                             |
| 2016 | Сотрудники Reuters                                                 | Reuters                                   | За цепляющие фотографии, каждая со своим уникальным голосом, которые проследили за беженцами, направляющимися за сотни миль через неопределённые границы в неизвестные места назначения.  |
| 2017 | Даниэль Берехулак                                                  | New York Times                            | За впечатляющее представление через изображения бессердечного пренебрежения человеческой жизнью на Филиппинах во время правительственного преследования наркоторговцев и потребителей.    |
| 2018 | Райан Келли                                                        | Daily Progress                            | За пронзительное изображение, демонстрирующее рефлексы и концентрацию фотографа при съёмке последствий автомобильной атаки во время расистского протеста в Шарлоттсвилле, штат Виргиния.  |
| 2019 | Сотрудники Reuters                                                 | Reuters                                   | За образное и поразительное повествование о настойчивости, отчаянии и грусти мигрантов, отправляющихся в США из Центральной и Южной Америки.                                              |
| 2020 | Сотрудники Reuters                                                 | Reuters                                   | За обширные и яркие фотографии Гонконга, показывающие протесты против ущемления гражданских свобод и отстаивание автономии региона со стороны китайского правительства.                   |
| 2021 | Сотрудники Associated Press                                        | Associated Press                          | За подборку фотографий из нескольких городов США, которая цельно передает реакцию страны на смерть Джорджа Флойда.                                                                        |
| 2022 | Маркус Ям                                                          | Los Angeles Times                         | За снимки ухода США из Афганистана, которые отражают человеческую цену исторических перемен в стране.                                                                                     |
| 2022 | Уин Макнами, Дрю Ангерер, Спенсер Платт, Сэмюэл Корум и Джон Черри | Getty Images                              | За исчерпывающие и неизменно захватывающие фотографии нападения на Капитолий США. |
| 2023 | Сотрудники Associated Press                                        | Associated Press                          | В честь 15 пронзительных фотографий, которые в режиме реального времени зафиксировали невосполнимые человеческие утраты во время войны на Украине.                                        |
| 2024 | Сотрудники Reuters                                                 | Reuters                                   | За фотографии, которые не были обработаны и которые срочно нужны для документирования атаки ХАМАС на Израиль 7 октября и первых недель разрушительных действий Израиля в Газе.            |
| 2025 | Дуг Миллс                                                          | New York Times                            | Серия снимков, на которых видно покушение на Дональда Трампа, когда он был кандидатом в президенты. На одном из кадров видна пуля, которая пролетела в воздухе, пока он говорил.          |